# Мегион (городской округ)
Мегион или город Мегион — административно-территориальная единица (город окружного значения) и муниципальное образование (городской округ) в России в составе Ханты-Мансийского автономного округа — Югры.

## История
Статус и границы городского округа установлены Законом Ханты-Мансийского автономного округа — Югры от 25 ноября 2004 года № 63-оз «О статусе и границах муниципальных образований Ханты-Мансийского автономного округа — Югры»

## Состав
| № | Населённый пункт | Тип населённого пункта        | Население |
| - | ---------------- | ----------------------------- | --------- |
| 1 | Высокий          | пгт                           | ↘6537     |
| 2 | Мегион           | город, административный центр | ↗52 887   |

## Население
| 2002    | 2009    | 2010    | 2011    | 2012    | 2013    | 2014    |
| ------- | ------- | ------- | ------- | ------- | ------- | ------- |
| 54 029  | ↗57 939 | ↘56 382 | ↘56 340 | ↘55 725 | ↘55 529 | ↗55 980 |
| 2015    | 2016    | 2017    | 2018    | 2019    | 2020    | 2021    |
| ↗56 104 | ↘55 854 | ↘55 251 | ↘54 669 | ↘54 199 | ↘53 450 | ↗59 424 |